# Bothynoderes affinis
Bothynoderes affinis, även känd som spräcklig praktvivel, är en skalbaggsart som först beskrevs av Franz Paula von Schrank 1781. Bothynoderes affinis ingår i släktet Bothynoderes, och familjen vivlar. Enligt den finländska rödlistan är arten nära hotad i Finland. Arten är reproducerande i Sverige. Artens livsmiljö är sandstränder vid Östersjön.